# Montarrón
Montarrón è un comune spagnolo di 28 abitanti situato nella comunità autonoma di Castiglia-La Mancia.